# 날아라 슈퍼보드
《날아라 슈퍼보드》는 대한민국의 애니메이션으로, 1990년, 1991년, 1992년, 1998년, 2001년에 방영하였다. TV만화 작품 중에서 애니메이션 기술이 대한민국 최초로 적용되었다는 의의가 있다. 이 작품이 발표되며 '애니메이션'이라는 용어를 대한민국에 저변화시키면서, 국내 제작 애니메이션 사상 최초로, 42.8%의 압도적인 시청률을 기록하는 기염을 토한 역대 최대 기록이다.

## 개요
《식객》, 《타짜》, 《각시탈》의 작가 허영만 원작의 만화로, 만화책의 제목은 《미스터 손》이다.(후에 《날아라 슈퍼보드》로 제목이 바뀌어 연재되었다.) 《날아라 슈퍼보드》라는 제목으로 애니메이션화되어 국민 애니메이션의 자리에 군림했다. 《아기공룡 둘리》 이후 한국 애니메이션 중에서 성공한 애니메이션으로 꼽힌다. 1990년 KBS를 통해 첫 방영이 시작된 이래 2001년 5기까지 나온 애니메이션 시리즈이다. 원작인 중국의 4대기서 《서유기》의 이야기 흐름에 충실하지만 현대적으로 재해석한게 돋보인다. 주인공 손오공은 화과산에서 태어난 돌원숭이로 원숭이 왕 노릇을 하다가 하늘로 가서 말썽을 부린 뒤 억만근 쇳덩이 밑에 깔린다. 그 후 지나가던 삼장법사가 손오공을 구하고 요괴들을 물리치기 위해 함께 여행을 떠난다.

## 등장 인물
미스터 손
본작의 주인공. 
삼장법사
- 성우: 김정경

어느 절의 스님으로 불심(佛心)이 깊은 분이다. 부처님의 말씀에 따라 손오공을 구하고 함께 악을 물리치려 여행을 떠난다. 손오공이 말을 듣지 않으면 염불로 다스린다. 주로 하는 일은 마귀들에게 부적을 붙여서 성불시키는 일. 소림사에서 회피기술을 배워서 공격을 잘 피한다고 한다. 평화를 사랑하는 천성 탓에 소림사에서 무술을 배울 때도 공격기술은 일부러 배우지 않고 방어기술만 배웠다고 한다. 참고로 3기 4~13회 방영분에서는 이야기 진행상 등장하지 않는다. 다만 성품이 너무 좋아서 매번 괴물들의 함정에 자주 걸리거나, 납치를 여러번 당하는 등 여러모로 고생을 많이한다.
저팔계
사오정
나무귀신
- 성우: 김준[3]

나무를 부리는 요괴로, 할머니로 변신해 자신을 학대했다는 연기에 완전히 속아넘어가 미스터 손은 삼장법사 일행에게 쫓겨나게 된다. 이후 한밤중에 본 모습으로 변신해 삼장법사 일행을 기습한다. 미스터 손을 고전하게 만드는 상대로, 미스터 손의 꼬드김에 넘어간 불벌레 으뜨를 나무로 휘감고 진흙으로 묻어버리려고 했으나 별 효과가 없듯이 으뜨의 화염 공격에 속수무책으로 당한다. 삼장법사가 부적을 붙이려는 순간 자신의 얼굴 곳곳에서 피리를 소환하여 저주파 소리를 발생해 삼장법사 일행은 괴로움에 귀를 막는 신세가 된다. 공교롭게도 사오정은 두꺼운 가죽으로 덮인 작은 귀로 인해 소리를 들을 수 없었기에 아무 영향을 받지 않았다. 결국 사오정의 뿅망치 공격에 얼굴이 폭발하면서 처참하게 산산조각이 나는 바람에 부적에 봉인당한다.
불벌레 으뜨
- 성우: 이종구

이름 그대로 불을 다루는 벌레. 그동안 싸울 상대가 없어서 땅속에서만 있다가 미스터 손의 얘기를 듣고 미스터 손 앞에 자신의 힘을 과시하며, 나무귀신이 있는 곳을 찾아가 싸움을 건다. 나무귀신에게 나뭇가지로 자신을 휘감자 바로 화염 공격으로 막고, 나무귀신은 부하 나무들을 동원해 진흙더미로 덮어 묻어버리려고 했다. 하지만 오히려 진흙이 용광로 역할을 해 고온으로 가열된 진흙 틈새에서 화염이 미친듯이 뿜어져 나와 부하들에 이어 나무귀신까지 거꾸러트린다.
에어탱크
- 성우: 조동희

무섭고 거대한 덩치에 머리에 오렌지빛 뇌같은게 노출된 마귀로 공기를 빨아들일 수 있는 크고 강력한 진공 청소기인 에어탱크로 공기와 생물 등을 흡입하며 본인 스스로도 주변의 공기를 먹어치워 진공 공간을 만드는 특기가 있어 이 기술로 미스터 손 일행을 번번히 괴롭힌다. 저팔계의 바주카포에 맞았는데 몸이 너무 물렁거려서 터지지 않고 포탄을 뽑아서 미스터 손 일행에게 집어 던진다. 자신이 자랑스러워하던 진공청소기에 괴물의 주위를 진공 상태로 만드는 바람에 질식으로 쓰러진다. 결국 삼장법사의 부적에 봉인당한다.
땅속 인어
땅속에 사는 인어들
얼굴 셋 팔 여섯
탈수증세가 나는 샘물편의 마귀이다. 동굴속에서 살며 딩고라는 둥근 비행물체를 애지중지한다. 이름 그대로 얼굴 셋이 각기 삼면으로 붙어있고 팔 여섯개이다. 게다가 말처럼 네발로 걷는 요괴이다. 저팔계와 삼장법사가 여행중에 탈수증세로 병원에 입원하고 얼굴 셋 팔 여섯이 가지고 있는 약물을 마시면 나올 수 있다고 의사가 말하자 미스터 손이 시간을 버는 동안 사오정이 딩고를 훔쳐가자 공격용 비행기를 타고 뒤쫓아 삼장법사 일행의 거처(입원한 병원)를 파괴하여 기세를 올렸으나, 사오정의 독나방 공격에 당하여 절벽에서 떨어지다가 자신의 잘못을 깨달았다고 결심하자 사오정이 구해준다. 자기를 구해준 보답으로 딩고 속에 있는 약물을 꺼내어준다. 회복을 차린 저팔계는 의심을 하면서 얼굴 셋 팔 여섯에게 바주카포를 날리려고 하자 삼장법사는 자신들을 살려준 생명의 은인이라고 막는다. 살려준 보답으로 부적을 받고 자신의 이마에 부적을 붙이자 봉인되지 않고, 미스터 손일행의 여행길로 맑은 샘물을 선물을 하면서 이별한다.
진공마왕
게임의 여왕
노래방 요괴
시즌5에서 등장하는 요괴. 노래만 주구장창 부르고 상대방 공격 능력은 없으며, 훔치리 일당에게 버림받고 사오마을 주민들의 요청으로 생명의 가지에 봉인되지 않고 사오마을에 가서 순회공연을 한다.
파링
- 성우: 송도영

개구리로 변신하는 소녀로 누군가와 키스를 해야 원래대로 돌아올 수 있기 때문에 저팔계와 수시로 키스를 해댄다. 나중에 저팔계의 아내가 된다.
땡글이
- 성우: ?

게임의 여왕과 더불어 날아라 슈퍼보드에 등장하는 단 둘 뿐인 추녀 악역. 대마왕의 부하로 땅을 황폐화시키고 그 자리에 식인 식물을 심어놓았다. 이 식인 식물이 미스터 손 일행을 공격하자 미스터 손이 쌍절곤으로 죽였는데 이 때문에 나타나서 싸웠다. 첫 대결은 미스터 손 일행을 죽였으나 요정이 나타나서 생명을 살리는 물로 되살리는 바람에 2차전에 돌입했다. 미스터 손이 분신술로 마녀를 속이는 방법을 이용해서 마녀를 쓰러뜨리자 마녀는 땅에 엎드려서 대마왕에게 복수를 해달라고 하면서 쓰러졌다. 이후 사오정이 마녀의 뒷통수에 생명을 살리는 물을 붓자 마녀는 생명을 살리는 물에 맞아 사망했다.
어부바맨
원작에만 등장하는 인물로 원작에서는 3기에서 사오정이 사망했기 때문에 사오정 대신 등장한 인물. 아놀드 슈워제네거를 심하게 닮았으며 항상 진공청소기를 메고 다닌다. 표절 문제로 인해 애니메이션에서는 등장하지 않는다.
대마왕
악의 대왕으로 부하들로 로봇과 인간을 데리고 있다. 유리병 속에서 싸우는데 이 유리병이 엄청나게 견고해서 깨지지 않는다.
이슬공주
미칠왕
- 성우: 장광

애니메이션 4기 방영분에 등장하는 악역으로 옥황상제의 딸인 이슬공주의 실수로 탈출하였다. 수많은 괴물들을 부하로 두고 있다. 과거 천상계의 장군으로 옥황상제의 누이와 사랑에 빠져 결혼을 약속하게 되지만 그의 반대로 옥황상제의 누이는 죽고 미칠왕은 결국 갇히고 만다. 공주의 팔찌를 뺏어 괴물들을 부활시키려 하나 미스터 손 일행에 의해 저지당한다. 그러자 이슬공주의 타임캅에 갇히게 된다.
용괴물(드래곤)
- 성우: 장승길

미칠왕의 부하괴물로 용처럼 생겼다. 수정광산에서 보석으로 여의주를 만들고 입에서 불을 뿜고 여의주를 좋아하고 여의주로 힘을 합친다. 결국 이슬공주에 의해 여의주 넣는 기계에 갇혀서 여의주가 돼서 이슬공주의 타임캅에 빨려들어간다. 괴물이 봉인되자 수정광산의 보석들이 사라지고 괴물의 부하들이 원래 마을사람들로 돌아왔다.
불의 마왕
- 성우: 조동희

미칠왕의 부하괴물로 날개 달린 도롱뇽처럼 생겼다. 등에 달린 날개로 날아다니면서, 불을 조종하는 능력을 가져서 마을 사람들의 불을 빼았고 저팔계의 바주카포 성능의 점화 기능을 만든다. 입에서 불을 뿜고 의식을 좋아하는 약간 광신도 같은 모습이다. 마을사람들에게 얻은 재물이 미스터 손 일행이라서 마을사람들이 자신을 속였다고 생각이 들어 화가나서 마을을 파괴한다. 저팔계는 냉동탄으로 불의 마왕을 얼려버리는 활약을 보였고, 결국 사오정이 의식의 물을 다 빨아들이고 사오정에 물대포에 의해 몸이 녹아버려서 올챙이가 돼서 이슬공주의 타임캅에 빨려들어간다.(후에 나오는 도마뱀 요괴 에피소드와 유사하다.)
가짜 저팔계
- 성우: 노민

일명 미칠왕의 부하 "꽃돼지" 저팔계로 변신해서 손오공 일행을 밧줄로 묶어놓은 다음 요리하는 동안에 저팔계가 그들을 구해주고 그러다 저팔계와 가짜가 뒤섞이고 만다. 진짜를 가리는 결판이 가리지 않자 이슬공주가 오늘 아침에 먹은 메뉴를 맞춰보아라에서 꽃돼지가 패배하는 바람에 결국 타임캅에 빨려들어간다.
붉은 헬멧
- 성우: 이종구

미칠왕의 부하괴물로 이름 그대로 붉은 색 헬멧을 쓴 고릴라 괴물이다. 화과산의 미스터 손의 부하들을 회유해서 자신의 부하로 만들어서 마을사람들의 물건을 훔치도록 시킨다. 이슬공주에게 첫눈에 반해서 저팔계를 얼려버리고 이슬공주를 강제로 납치해서 억지로 결혼식을 올려서 자신의 결혼식을 망친 삼장법사 일행과 싸운다. 결국 손오공 일행에게 패배하여, 이슬공주의 타임캅에 빨려들어간다. 알고보면 여자한테 퇴짜를 맞은 불쌍한 괴물.
음악 괴물(뮤직 대왕)
미칠왕의 부하괴물로 드럼이나, 악기를 좋아하는 괴물이다. 자장가 같은 음악으로 상대를 전투불능으로 만들어서 노예로 부려먹고 있다. (손오공 일행 중 청력이 면역된 사오정만 제외하고는), 사오정의 엉뚱한 활약 덕분에 타입캅에 봉인된다.
사이버대왕
- 성우: 강구한

미칠왕의 부하괴물로 컴퓨터 로봇 괴물로 전기를 먹고 몸에서 전기를 내뿜는다. 손에는 항상 거울을 들고다니며 자신의 얼굴을 보고 아름다운 얼굴이라고 하는 왕자병 체질이 있다. 게임을 좋아하는 요괴 에피소드라는 부분에서 게임의 여왕과 유사하지만 게임의 여왕과 직접적인 관련은 없으며, 사이버대왕은 사이버시티에 사는 마을 사람들을 컴퓨터 안의 게임의 나라로 불러들여 노예처럼 부려먹고 괴롭힌다. 미스터 손 일행을 게임의 나라로 끌어들이고 그 안에서 싸우다가 결국 미스터 손에 의해 이슬공주의 타임캅에 빨려들어간다.
미라괴물
- 성우: 김준

미칠왕의 부하괴물로 미라 괴물이다. 사막 마을의 사람들의 물을 빼았은 요괴.(마을사람들에게 빼았은 생명수로 의식을 즐기는 등 불의 마왕과 비슷하다. 단 미라괴물편에서는 마을을 파괴하지 않았다.) 자신의 생명수를 엉망으로 만들어서 화가나서 슈퍼보드를 붕대로 묶으려고 하다가 슈퍼보드가 하늘로 높이 올라가서 붕대가 벗겨져서 도망친다. 저팔계가 바주카포로 명중해서 이슬공주의 타임캅에 빨려들어간다.
메두사
합체괴물/짬뽕괴물
- 성우: 이종구

타임캅에서 봉인되어 있었던 미칠왕의 부하괴물들이 하나로 합쳐진 전사. 여럿이 서로 뒤섞인 짬뽕이라서 미스터 손은 짬뽕괴물이라고 부른다. 미칠왕의 부하인 동시에, 봉인을 풀어준 메두사의 부하가 돼서 사오정과 삼장법사를 인질로 잡고 덩치가 크고 둔한 탓에 재빠른 미스터 손에게 농락을 많이 당한다. 거울 함정에 빠지면서 메두사의 광선에 맞고 메두사와 함께 돌이 돼서 또 다시 타임캅에 빨려들어간다. 미칠왕이 타임캅을 뺏고 악의 마력으로 부활 나중에 미칠왕의 의식을 위해서 분리되면서 원래의 여러 괴물들로 돌아가버린다.
숭구리
5시즌 2화에서 첫등장
원래는 약장수가 타고가는 차인데 상처가 많아서 무서운 과거에만 시달렸다
대회에서 차를 잃은 대신 사용하게 되었다
마지막회에서는 어떻게 나오는지 아무도 모른다
우르봉
- 성우: 오수경

생명의 가지에 살고 있는 요정. 지지웩, 괴물/요괴들을 봉인을 시킨다. 사오정에게 잔소리만 한다
훔치리
- 성우: 김혜미

메가시티에 살고 있는 요괴, 도둑질만 하지만 지지웩을 탄생하게 만든 원인이 되기도 한다
그는 과거에 다른요괴들에게 왕따를 당한 경험이 많다
휴대폰으로 요괴를 부르지만 실패만 한다
마지막에는 지지웩에게 배신을 당하고 만다. 지지웩이 봉인되자 지지웩에게 받은 모든 힘은 사라지고 어딘가로 떠난다
스타킹 1
- 성우: 임성표

스타킹 2
- 성우: 이재명

스타킹 3
지지웩
- 성우: 온영삼

애니메이션 5기에 등장하는 악역으로 메가시티에 있는 쓰레기와 미칠왕과 미칠왕의 부하들이 들어있는 타임캅이 패쇄되어서 탄생한 요괴가 되었다. 미스터 손 일행을 막기 위해서 훔치리를 부하로 만든다
그의 마음에는 인간을 증오하는 요괴의 마음과 쓰레기만 버리는 인간의 마음이 있었다고 염라대왕이 그랬다. 우르봉의 힘을 얻은 생명의 가지로 봉인시킨다
도마뱀 요괴
- 성우 : 서문석

도마뱀처럼 생겼고 전투를 하면 몸집이 거대해지는 요괴. 사막 마을의 사람들의 물과 오아시스를 독차지해서 여자를 재물로 바쳐서 사람들을 괴롭힌다. 훔치리의 명령을 듣지 않자 훔치리가 화가나서 "버릇을 단단히 고쳐주마"라고 말하면서 요괴를 소환하는데 몸집이 거대해져서 그 요괴를 한 입에 꿀꺽 삼키고 훔치리를 잡아먹으려고 한다. 마을에서 재물로 바친 여자가 미스터 손 일행이고 마을사람들이 자신을 속인 생각에 몹시 화가나 또 다시 거대해져서 마을을 파괴하고 미스터 손 일행과 싸우다가 사오정을 꿀꺽 삼켜버리고 크고 단단한 가죽으로 인해 미스터 손 일행의 공격이 통하지 않자 사오정이 뱃속에서 공격해 최고의 활약을 한다. 결국 생명의 가지에 봉인당한다.(물을 혼자서 독차지하고 마을 사람들에게 재물을 받치라거나 마을을 파괴하는 내용은 불의 마왕 에피소드와 똑같다.)
용데스 백작
- 성우 : 설영범

싸워서 지금까지 진적이 없는 백전백승으로 승리를 위해서 어떤 비겁한 방법은 가리지 않는다. 우르봉을 우르봉과 유사한 할매인줄 알고 감격한다.
펭귄 요괴
- 성우 :

얼음 마을의 사람들을 괴롭히는 펭귄처럼 생긴 요괴.
아이스하키 요괴
- 성우 : 김영진

훔치리가 소환한 얼음 나라 최강의 요괴. 손오공 일행을 패배시키고 용데스 백작과 싸우나 용데스 백작에게 패배한다. 결국 생명의 가지에 봉인당한다.
사오뎅
- 성우 :

사오 마을의 촌장이다.
사오남
- 성우: 김영진

사오 마을에 사는 사오 일족의 구성원.
옥황상제
- 성우: 황원

코만두
- 성우: 이정구

훔치리가 소환한 요괴 중 하나로 유격 조교같은 모습을 하고 있다. 절벽에서 떨어져 기억을 잃고 동료들과 떨어진 저팔계를 군대식으로 훈련시켜 스파이로 양성한다. 훔치리와 스타킹 삼총사도 같이 훈련시킨다. 저팔계를 가리켜 최고의 교육생이라고 임명하고 저팔계보고 생명의 가지를 훔쳐오라고 명령한다. 저팔계가 유능하게 스파이 활동을 하다가 미스터 손 일행에게 들킨 후 다시 절벽에 떨어져서 기억을 되찾은 저팔계에게 바주카포를 맞고 결국 생명의 가지에 봉인당한다.

## 목소리 출연
- 박영남 - 미스터손, 손오공
- 유해무 - 사오정
- 노민, 이장원 - 저팔계, 가짜 저팔계
- 김정경 - 삼장법사
- 송도영 - 파링
- 배정미 - 이슬공주

## 제작진
- 원작: 허영만
- 기획: 정승배
- 애니메이션 제작: 한호흥업(주)
- 애니메이션 감독: 송정율
- 주제가: 김수철
- 엔딩:  김수철
- 텔레시네: 정현수
- 그래픽 디자인: 이일구
- 음악: 안문규, 이남홍
- 음향효과: 최경상
- 녹음: 김설파, 김정일, 박지원
- 연출: 민영문
- 제작: KBS, 한호흥업(주), 서진통상(1기)
- 각색: 노진수
- 레이아웃: 오윤호
- 원화: 김인철, 이기성, 손명희, 김영자, 윤성수
- 원화작감: 오성극
- 동화: 홍해경, 유인숙, 이소영, 박태환, 남택권, 최미연
- 배경: 이현숙, 박금주, 서현주, 강지원, 정은미, 정윤철
- 검사: 최은규
- 복사: 김홍순
- 선화: 정선미, 이호진, 성지영
- 채화: 김외숙, 함세영, 김경혜, 서경주, 전희성, 김선미, 고미경
- 미술효과: 김정기, 김태극, 박해영
- 촬영: 김경태, 이성우, 김흥미, 박용덕, 송명수, 권영호
- 필름편집: 임병석, 임동재
- 제작진행: 강희태, 김권흥
- 애니메이션 제작지휘: 최영철
- VTR: 서송훈, 노영철
- 감독 : 김일남, 이건설, 이우영, 정수용, 송정율, 신태용, 문동현

## 시리즈 개요 및 방영 목록
| 기수 | 기수 | 방송 횟수 | 방송 기간        | 방송 기간       | 시청률 |
| 기수 | 기수 | 방송 횟수 | 시작             | 종영            | 시청률 |
| ---- | ---- | --------- | ---------------- | --------------- | ------ |
|      | 1    | 2         | 1990년 8월 15일  | 1990년 8월 15일 | 20.2%  |
|      | 2    | 13        | 1991년 10월 18일 | 1992년 1월 10일 | 30.7%  |
|      | 3    | 13        | 1992년 12월 11일 | 1993년 3월 19일 | 40.0%  |
|      | 4    | 13        | 1998년 7월 3일   | 1998년 9월 25일 | 47.7%  |
|      | 5    | 13        | 2001년 10월 19일 | 2002년 1월 11일 | 21.0%  |

### 1기
| 회차 | 방송 일자  | 부제 (서브 타이틀) | 비고 (시청률) |
| ---- | ---------- | ------------------ | ------------- |
| 1화  | 1990/08/15 | 미스터 손의 탄생   | 20.2%         |
| 2화  | 1990/08/15 | 기름장수 저팔계    | 20.2%         |

### 2기
| 회차 | 방송 일자  | 부제 (서브 타이틀)     | 스태프 | 비고 (시청률) |
| ---- | ---------- | ---------------------- | ------ | ------------- |
| 3화  | 1991/10/18 | 그리운 쌍절곤          | 김일남 | 22.5%         |
| 4화  | 1991/10/25 | 이상한 집              | 김일남 | 21.9%         |
| 5화  | 1991/11/01 | 화과산의 추억          | 김일남 | 25.0%         |
| 6화  | 1991/11/08 | 나무귀신과 불벌레 (상) | 이건설 | 26.9%         |
| 7화  | 1991/11/15 | 나무귀신과 불벌레 (하) | 이건설 | 24.7%         |
| 8화  | 1991/11/22 | 철철대왕 (상)          | 이우영 | 25.5%         |
| 9화  | 1991/11/29 | 철철대왕 (하)          | 이우영 | 29.0%         |
| 10화 | 1991/12/06 | 미스터 손의 비밀       | 김일남 | 30.3%         |
| 11화 | 1991/12/13 | 얼굴셋 팔여섯          | 정수용 | 30.7%         |
| 12화 | 1991/12/20 | 마귀들의 총반격        | 이우영 | 29.0%         |
| 13화 | 1991/12/27 | 게임의 여왕            | 이건설 | 30.7%         |
| 14화 | 1992/01/03 | 땅속나라 에어탱크 (상) | 김일남 | 28.0%         |
| 15화 | 1992/01/10 | 땅속나라 에어탱크 (하) | 김일남 | 29.5%         |

### 3기[9]
| 회차 | 방송 일자  | 부제 (서브 타이틀)     | 스태프 | 비고 (시청률) |
| ---- | ---------- | ---------------------- | ------ | ------------- |
| 16화 | 1992/12/11 | 거미요괴               | 이건설 | 25.0%         |
| 17화 | 1992/12/18 | 작은 사슴 왕자         | 김일남 | 30.9%         |
| 18화 | 1993/01/08 | 꺼지지 않는 불         | 신태용 | 33.5%         |
| 19화 | 1993/01/15 | 약장수 저팔계          | 이건설 | 32.9%         |
| 20화 | 1993/01/22 | 개구리 소녀 파링       | 정수용 | 36.9%         |
| 21화 | 1993/01/29 | 다시 만난 사오정       | 신태용 | 33.8%         |
| 22화 | 1993/02/05 | 버섯밭의 마술할멈      | 김일남 | 31.0%         |
| 23화 | 1993/02/12 | 코털 마왕              | 정수용 | 29.5%         |
| 24화 | 1993/02/19 | 쌍라이트 성의 여섯관문 | 신태용 | 37.9%         |
| 25화 | 1993/02/26 | 쌍라이트 형제          | 신태용 | 40.0%         |
| 26화 | 1993/03/05 | 보이지 않는 나라       | 이건설 | 39.8%         |
| 27화 | 1993/03/12 | 대마왕 (상)            | 김일남 | 36.0%         |
| 28화 | 1993/03/19 | 대마왕 (하)            | 김일남 | 39.8%         |

### 결방 사유
- 1992년 12월 25일 방송분은 카네기 홀 크리스마스 콘서트 편성 관계로 결방됨.(18:00 ~ 19:30)
- 1993년 1월 1일 방송분은 신년특집 '청춘 스케치' 편성 관계로 결방됨.(18:00 ~ 19:30)

### 4기
| 회차 | 방송 일자  | 부제 (서브 타이틀)        | 비고 (시청률) |
| ---- | ---------- | ------------------------- | ------------- |
| 29화 | 1998/07/03 | 돌아온 미스터 손          | 23.0%         |
| 30화 | 1998/07/10 | 수정광산의 용괴물         | 22.9%         |
| 31화 | 1998/07/17 | 가짜 저팔계! 진짜 저팔계! | 29.5%         |
| 32화 | 1998/07/24 | 불의 마왕                 | 33.9%         |
| 33화 | 1998/07/31 | 붉은 헬멧                 | 38.0%         |
| 34화 | 1998/08/07 | 게임나라 사이버대왕       | 40.0%         |
| 35화 | 1998/08/14 | 사오정 람보               | 44.5%         |
| 36화 | 1998/08/21 | 미라괴물과 생명수         | 42.5%         |
| 37화 | 1998/08/28 | 메두사 호텔               | 44.9%         |
| 38화 | 1998/09/04 | 공포의 메두사             | 45.0%         |
| 39화 | 1998/09/11 | 미칠왕의 신전             | 42.8%         |
| 40화 | 1998/09/18 | 미칠왕의 부활             | 47.7%         |
| 41화 | 1998/09/25 | 사랑의 마음               | 44.9%         |

### 5기
| 회차       | 방송 일자  | 부제 (서브 타이틀)          | 비고 (시청률) |
| ---------- | ---------- | --------------------------- | ------------- |
| 42화       | 2001/10/19 | 절대마왕 지지웩 탄생        | 18.5%         |
| 43화       | 2001/10/26 | 새 친구 숭구리              | 20.5%         |
| 44화       | 2001/11/02 | 사오정 마을                 | 18.3%         |
| 45화       | 2001/11/09 | 삐에로의 눈물               | 16.0%         |
| 46화       | 2001/11/16 | 최강의 적, 응가요괴         | 14.9%         |
| 47화       | 2001/11/23 | 물장수 도마뱀 요괴          | 14.0%         |
| 48화       | 2001/11/30 | 충격 스파이 저팔계          | 18.9%         |
| 49화       | 2001/12/07 | 소원의 자판기               | 19.5%         |
| 50화       | 2001/12/14 | 몰래카메라 대소동           | 12.9%         |
| 51화       | 2001/12/21 | 사오정 슈퍼보드             | 18.0%         |
| 52화       | 2001/12/28 | 용데스 백작을 말려라        | 19.5%         |
| 53화       | 2002/01/04 | 금빛바다를 건너라!          | 20.5%         |
| 최종화(54) | 2002/01/11 | 생명의 나무 우르봉 (최종회) | 21.0%         |

## 원작과 애니메이션의 차이
- 게임의 여왕은 원작에서는 미스터 손 일행에게 노역을 시키지만 미스터 손이 분신술과 변신술로 가짜를 남겨놓고 도망갔다. 애니메이션에서는 게임의 여왕을 쓰러뜨린 뒤 게임의 여왕이 반성하지 않자 부적으로 봉인했다.
- 정체 불명의 자판기는 원작에서는 삼장법사와 저팔계가 이 액체를 마신 뒤 임신한 후 입으로 각자 아기와 새끼 돼지를 출산했으며 이들이 하늘 높이 날아갔지만 애니메이션에서는 그냥 탈수로 처리되었다.
- 3기의 사오정은 파링에게 살해당하며 이후 '어부바맨'이라는, 진공청소기를 맨 아놀드 슈워제네거 같은 인물이 사오정 대신 일행이 되지만 애니메이션에서 사오정은 반성을 한 후 파링과 화해하고 일행이 된다.